# 三白草
三白草（学名：Saururus chinensis），又名白面姑、白舌骨、塘边藕，是被子植物三白草属下的物種，為多年生草本植物，高約30~100公分，具有强烈腥味。

## 命名由來
三白草始見於《证类本草》云：“叶如水荭，亦似蕺，又似菝 。叶上有三黑点，高尺许。根如芹根，黄白色而粗大。”《新修本草》謂：“此花似旋复花作碧色，又不黄，不似扁豆，其三白草，有三黑点，非白也，古人秘之，隐黑为白尔。陶不见，但闻而传之，谓实白点。”《本草纲目》李時珍曰：“三白草生田泽畔，三月生苗，高二、三尺。茎如蓼，叶如商陆及青葙。四月其颠三叶面上，三次变作白色，余叶仍青不变。俗云∶一叶白，食小麦；二叶白，食梅杏；三叶白，食黍子。五月开花成穗，如蓼花状，而色白微香。结细实。根长白虚软，有节须，状如泥菖蒲根。”《造化指南》云∶“五月采花及根，可制雄黄。苏恭言似水荭，有三黑点者，乃马蓼，非三白也。藏器所说虽是，但叶亦不似薯蓣。”上述特徵與現今的三白草基本上一致，驗證了三白草的特性與其形態上的特徵。

## 地理分佈
中國、韓國、日本、琉球、中南半島、菲律賓、印尼等都有分佈。在台灣主要分佈於北部平地至低海拔山區，生長於池潭、水田、溝渠等各類濕地。

## 形態特徵
三白草屬多年生草本植物，高約30~100公分。快到開花期時，原本著生於植株頂端上的2～3片的綠色葉片會轉為白色，或綠色和白色各半，因此被命名為三白草。但過了開花期後白色的葉片會漸漸變成淡綠色。花穗抽出後呈下垂狀，但是當位於花序下方的花開始逐漸開放時，花穗會從原先下垂狀變成直立性，這是三百草的特徵之一。

### 莖
具有粗壯的匍匐根狀莖埋植於土壤中，白色，有纵长粗棱和沟槽，莖直立，高約1米。

### 葉
葉互生，紙質，闊卵形或卵狀披針形，長9~15公分，寬6~8公分，前端短尖或漸尖，葉的邊緣無鋸齒狀呈全緣，基部心形或斜心形，兩面無毛，具有明顯的葉脈5-7條均自基部發出，如為7脈時，則最外1對纖細，斜升約2~2.5公分即弯拱網結，網狀脈明顯 ，且葉片表面有一層蠟質具有防水的功能，摸起來葉片薄且光滑；葉柄長1~3公分，無毛，葉基處有一凹陷缺口，葉柄如同姑婆芋的葉柄一樣，在葉基凹陷處和葉片連接，基部與托葉合生為鞘狀，略抱莖，花序下的2~3片葉，基部常於夏初出現白色塊狀，外面有一個山脊。

### 花
雌雄同株，白色總狀花序，腋生，疏被纖細毛，長12公分，花密生，花序具2~3片乳白色的葉狀總苞；總花梗長3~4.5公分，無毛，但花序轴密被短柔毛；花小，無花被，生於苞片腋內；苞片近匙形，上部圆，無毛或有疏缘毛，下部缐形，被柔毛，且貼生於花梗上；雄蕊6~7枚，花絲比[花藥]]略長，花藥長圓形，縱裂；雌蕊1枚，雌蕊柱頭4分支，心皮3~5枚，子房上位；4月~7月為開花期。

### 果實
果實為蒴果，闊卵形，褐色，種子球形，有稜。果實分裂為4個果瓣，果近球形，表面具多疣狀突起，不開裂；8~9月是結果期。

## 用途
三白草除了可供觀賞用水生植物，中醫認為也是一種藥用的植物，其性寒，味辛、甘，為清熱解毒藥，有利尿消腫的功效。多用於治療尿路感染、腎炎水腫、黃疸、腳氣、婦女白帶過多；外用可治療疔瘡癰腫、皮膚濕疹，毒蛇咬傷。此植物有毒。

## 文化
三白草的日语名为「ハンゲショウ」，转写作汉字可以写作。日本有名为「半夏生」的杂节，据传因三白草在此时变白而得名，古代日本定为夏至后的第11天，现代日本采用太阳达到黃經100°的日期作为半夏生的日期，约在每年7月1－2日。
半夏生对日本人民的农业生产有着较为重要的指导作用，古代日本人民在夏至之后、半夏生之前完成插秧工作，有些地区的农民会从半夏生开始休息5天。半夏生这天所下的雨称为「半夏雨」或「半夏水」，在民间传说中有毒，所以人们会盖好井盖防止生活生产用水被「半夏雨」污染，以避免中毒。许多地区还有要在这天吃某种风俗食品的习俗，例如在讚岐國有吃乌龙面的习俗，而在福井县大野市则有吃烤鲭鱼的习俗等，部分其他地区也有特别的地方习俗。

## 扩展阅读
- 維基物種上的相關：三白草